# 則本昂大
則本 昂大（のりもと たかひろ、1990年12月17日 - ）は、滋賀県犬上郡多賀町出身のプロ野球選手（投手）。右投左打。東北楽天ゴールデンイーグルス所属。
8試合連続2桁奪三振のNPB記録保持者。弟は育成選手として楽天に所属していた則本佳樹。

## 経歴

### プロ入り前
多賀町立大滝小学校時代には「多賀少年野球クラブ」に所属し、5年生からエースに。主将として全日本学童軟式野球大会（水戸市）出場、近畿ろうきん杯学童軟式野球大会（阪神甲子園球場） 優勝。また、水泳を習っていたため、それにより怪我をしにくい体が作られた。多賀中学校では軟式野球部に所属し、滋賀県立八幡商業高等学校入学後に硬式野球に転向した。高校時代は2年生から主戦投手となるも、甲子園の出場経験は無し。

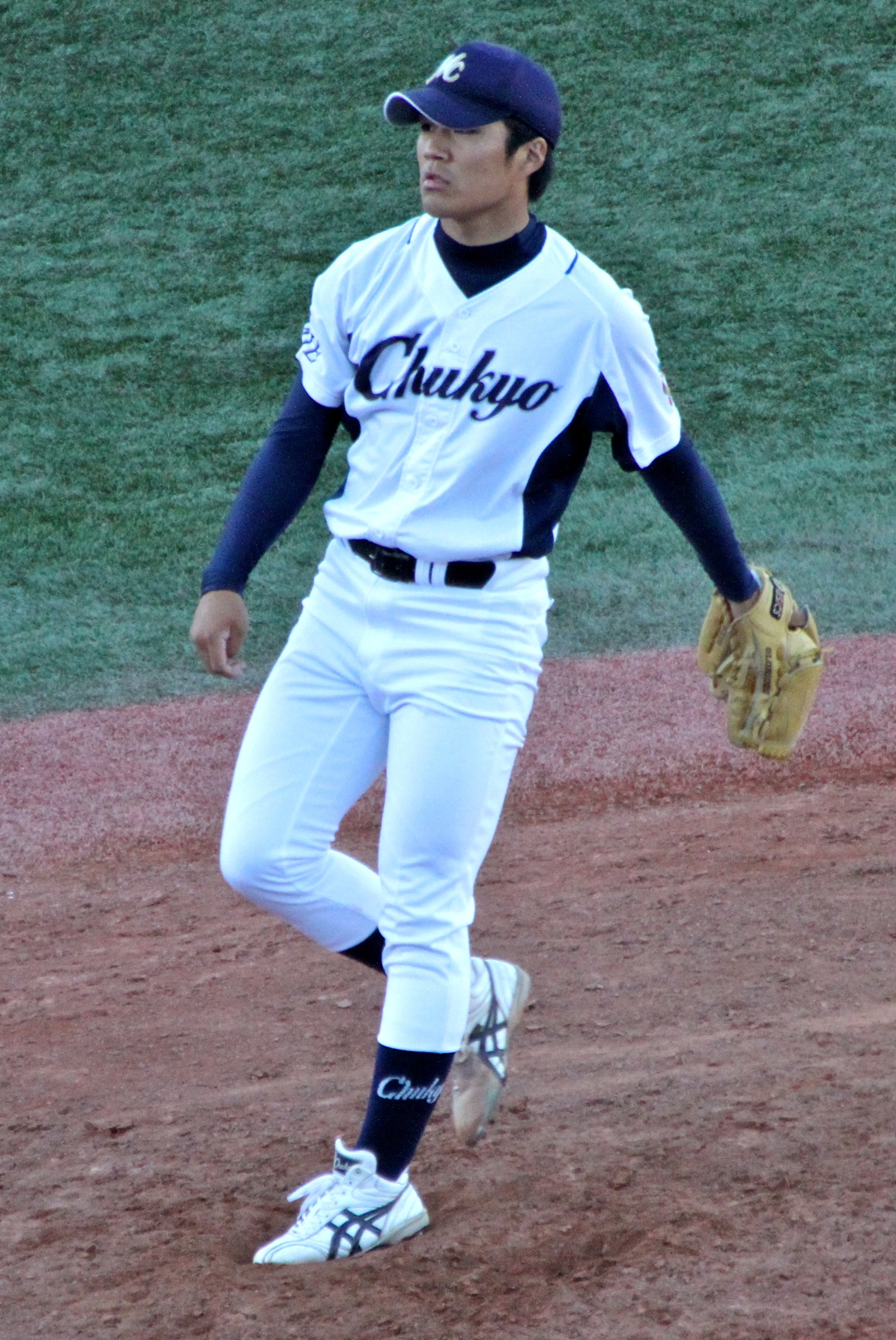
三重中京大学硬式野球部時代（2012年）

三重中京大学進学後は1年秋からリーグ戦に出場。2010年、2年次の第59回全日本大学野球選手権大会では広島経済大学戦で救援登板するも、のちにプロでも対戦することになる4年柳田悠岐にサヨナラ安打を打たれ敗戦を喫した。同2010年7月11日（当時19歳）、ナゴヤドームで中日ドラゴンズ対読売ジャイアンツ（巨人）12回戦の試合開始前に開催された「スピードボールコンテスト」で、中日の応援ユニフォームを着用して参加。1997年のナゴヤドーム開場以来史上最速となる球速143 km/hを記録し、「ドラゴンズ賞」を受賞。当時、中日のスカウト部長を務めていた中田宗男は、則本について「スピードだけが大事なわけではないですが、面白い投手がいるとは聞いています」とコメントしていた。2012年、4年次の第61回全日本大学野球選手権大会1回戦で大阪体育大学相手に延長10回を投げ1-2で敗戦したが、大隣憲司（近大）や藤岡貴裕（東洋大）の持つ大会記録の19奪三振を超える20奪三振（参考記録）を記録し、特別賞を受賞した。大学通算でリーグMVP1回、県及び決勝リーグベストナイン各2回を受賞。三重学生野球リーグ通算成績33勝0敗、防御率0.56。大学時代の同期には宮﨑駿、河野大樹がいる。
同2012年10月25日に行われたドラフト会議では、東北楽天ゴールデンイーグルスから2位指名を受け、11月23日に楽天と契約金7000万円、年俸1200万円で仮契約した。背番号は14。なお、ドラフトでプロからの指名がなかった場合は日本生命に進む予定だった。また、三重中京大学は2013年春に閉校したため、則本らは同大学の最後の卒業生となった。
同年11月に開催された第43回明治神宮野球大会では2回戦で4年三嶋一輝投手擁する法政大学に敗れた。

### 楽天時代

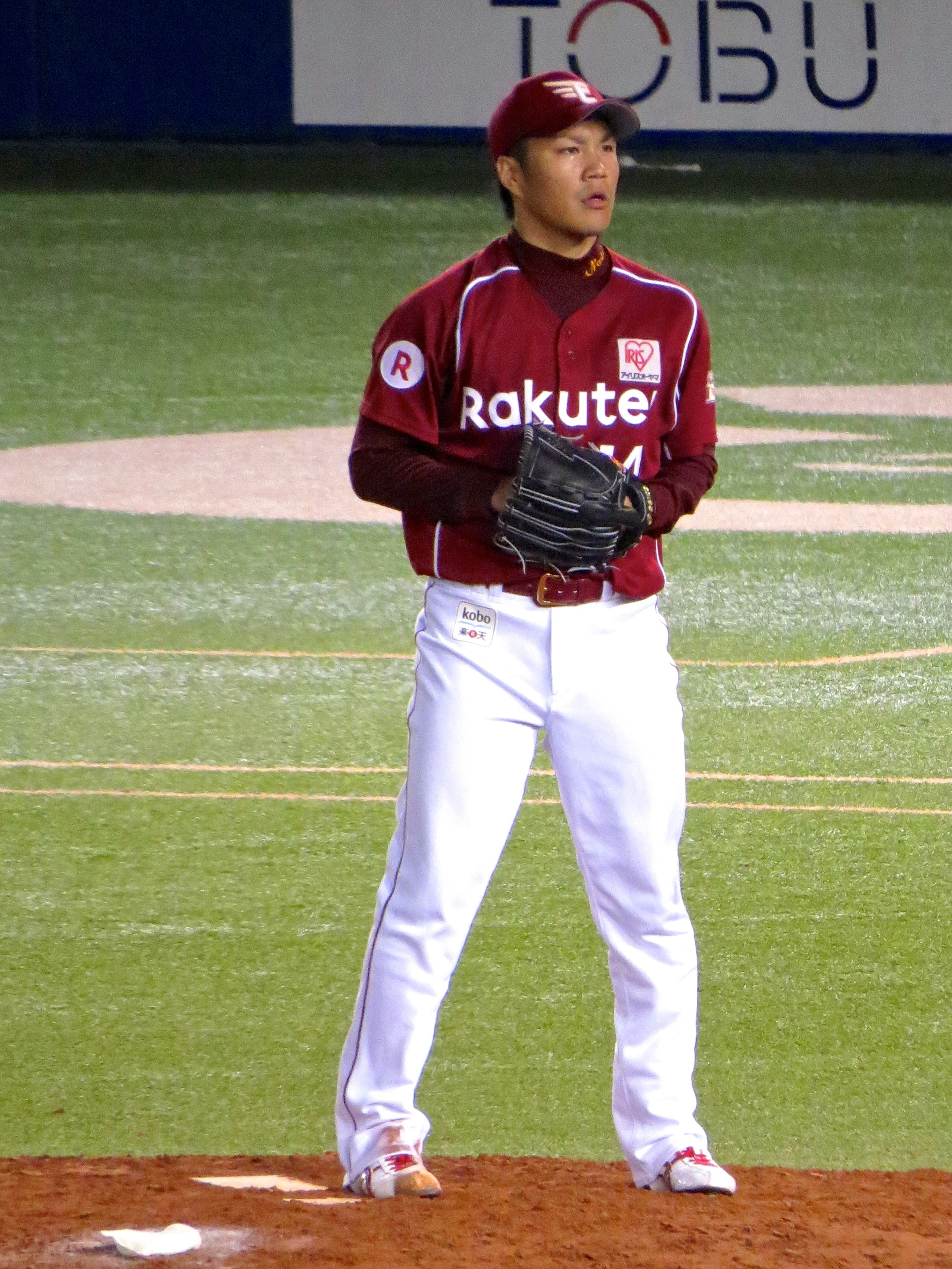
QVCマリンフィールドにて（2014年）

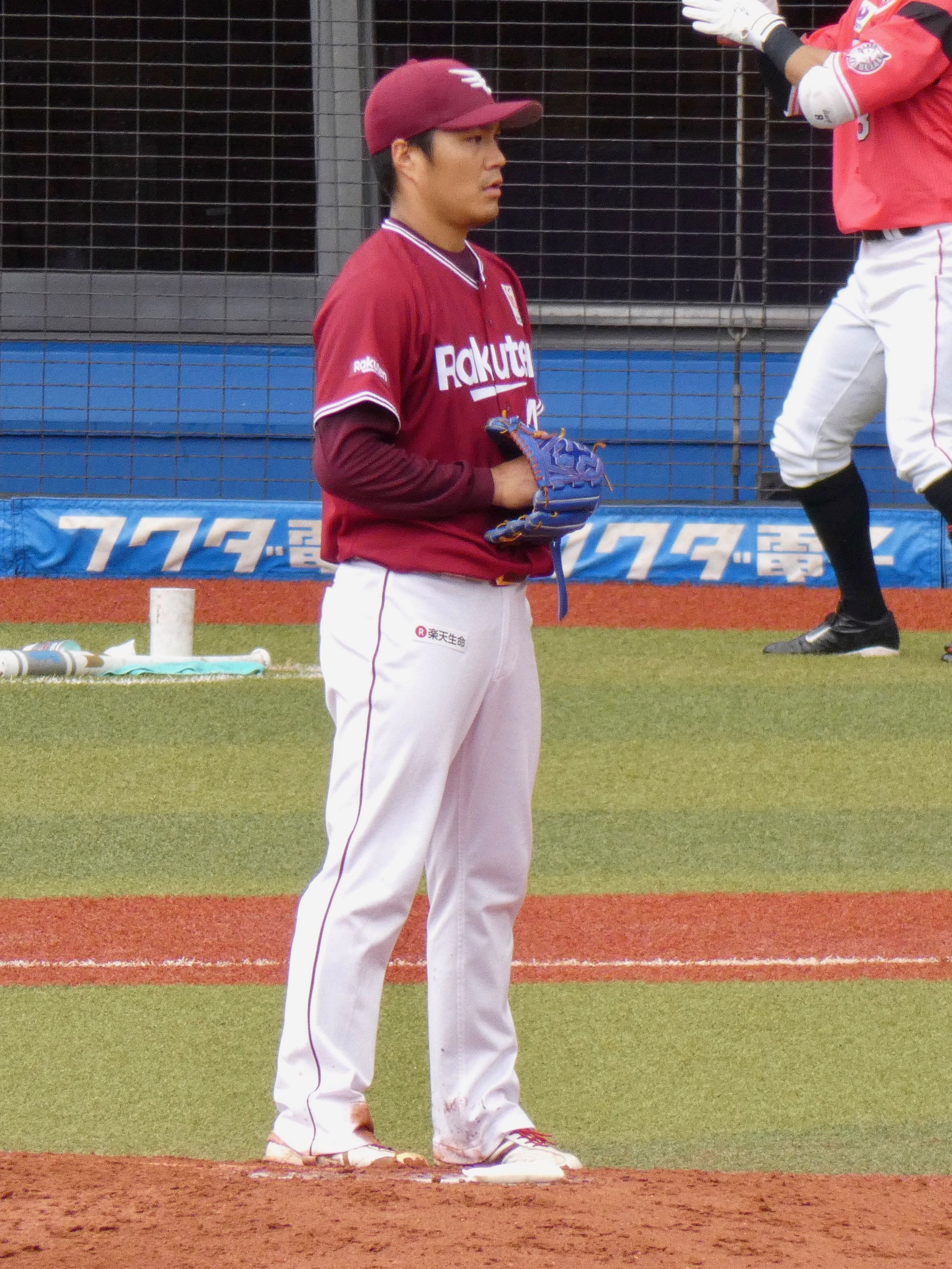
ZOZOマリンスタジアムにて（2018年）

2013年は春季キャンプを一軍でスタートすると、オープン戦では5試合の登板で防御率1.44と好投。エースの田中将大がWBCの負担を考慮されて開幕戦を回避したこともあり、開幕投手に指名された。新人の開幕投手は1984年の高野光以来29年ぶり、パ・リーグでは1958年の杉浦忠以来55年ぶりであった。福岡ソフトバンクホークスとの開幕戦でプロ初登板初先発となり、1-2で迎えた7回裏に一死一・二塁のピンチを招いて降板。その後、二死満塁から3番手の高堀和也が満塁本塁打を打たれ、則本は6回1/3を6安打1死球6奪三振4失点という結果で敗戦投手となった。続く4月5日の千葉ロッテマリーンズ戦では6回4安打3四死球4奪三振2失点という内容でプロ初勝利。同19日のロッテ戦では8回7安打1四球5奪三振3失点という内容で敗戦投手となったが、プロ初完投を記録した。その後も先発ローテーションを回っていたが、7月5日のソフトバンク戦で初回一死から4連打を打たれるなど、4失点を喫して自己最短の1回で降板。翌6日の同カードでは1点ビハインドの3回裏、二死一・三塁という場面からプロ初のリリーフ登板となり、3回1/3を無失点に抑えて勝利投手となった。続く7月13日の埼玉西武ライオンズ戦では先発し、オールスターを挟む兼ね合いで翌14日に出場選手登録を抹消されたが、後半戦6試合目となった7月30日の西武戦で先発して以降は先発ローテーションを回り、8月29日のオリックス・バファローズ戦では7回10奪三振2失点（勝利投手）でプロ初の2桁奪三振を記録。9月24日の西武戦に先発して以降は、26日の同カードでチームが球団史上初のリーグ優勝を決めたこともあり、登板機会が無かったものの、10月5日の西武戦でのリリーフ登板を経て、同12日のオリックス戦に先発し、5回無失点で勝利投手となった。ルーキーイヤーは一軍で27試合（25先発）に登板し、15勝8敗・防御率3.34の好成績でチームのリーグ優勝に貢献。ポストシーズンでは、ロッテとのCSファイナルステージ第2戦に先発し、勝敗は付かなかったものの、9回125球11奪三振1失点の熱投を見せた。中2日で第4戦にリリーフ登板すると、そこから中4日で読売ジャイアンツとの日本シリーズ第1戦に先発。8回124球10奪三振2失点の熱投を見せたが、打線の援護がなく敗戦投手となった。その後は中3日で第4戦からリリーフ待機し、第5戦では2点リードの6回裏から登板となり、9回裏に同点を許したものの、直後の10回表に先頭打者として四球を選ぶと、銀次の適時打で勝ち越しのホームを踏み、10回裏を抑えて勝利投手となった。第7戦では3点リードの7回表から登板し、2回無失点の好救援。先発にリリーフとフル回転の活躍で球団史上初の日本一にも大きく貢献した。11月25日に発表された新人王投票では、有効投票数233のうち223票を集め、パ・リーグの新人王に輝いた。12月6日の契約更改交渉では、4800万円増となる推定年俸6000万円でサインした。
2014年、エースの田中将大がニューヨーク・ヤンキースへ移籍し、田中に代わるエースとしての期待を受け、2年連続で開幕投手に指名され、西武との開幕戦に先発。9回6安打3四球10奪三振1失点の好投でプロ初の完投勝利を挙げた。4月18日の北海道日本ハムファイターズ戦では9回6安打2死球8奪三振無失点の好投でプロ初の完封勝利を挙げると、5月22日の横浜DeNAベイスターズ戦と同28日の巨人戦にて、2試合連続完封勝利。6月も2度の完封勝利を挙げるなど、交流戦では6試合に先発登板し、1シーズンの交流戦完封記録を更新する4完封をはじめ、4勝・5完投・防御率0.69と4項目で12球団トップの好成績を収め、自身初の日本生命賞を受賞。また、6月は5試合の先発登板で3勝1敗・防御率1.29、リーグトップの3完投・2完封・42回・38奪三振を記録し、自身初の月間MVPを受賞した。7月3日には監督推薦でオールスターに初選出となり、球宴第2戦に3番手として登板した。しかし、レギュラーシーズンでは7月以降、5試合の先発登板で計24失点と苦しみ、8月上旬にはリリーフへ配置転換。2試合のリリーフ登板（連投）を経て、8月15日のロッテ戦で先発復帰し、許した走者は7回裏の加藤翔平（右安打）のみという準完全試合でシーズン10勝目を挙げた。9月19日の日本ハム戦では出場全選手からの奪三振を記録し、13奪三振でシーズン7度目の完封勝利を挙げた。この年は30試合（28先発）の登板で14勝10敗・防御率3.02、リーグトップの202回2/3・9完投・5無四球試合・7完封・204奪三振を記録。エースと呼ぶにふさわしい成績を残し、自身初のタイトルとなる最多奪三振を獲得した。シーズン終了後には日米野球（詳細後述）に出場。オフの契約更改交渉では、球団から3年3億円の複数年契約を提示されたが、「まだ2年目なので、1年1年勝負したいと思います」と話し、倍増となる推定年俸1億2000万円の単年契約でサインした。
2015年は3年連続で開幕投手に指名され、日本ハムとの開幕戦に先発。5回裏に味方の失策も絡んで3点を失い、6回3失点（自責点0）で敗戦投手となった。その後も好投しながら打線の援護に恵まれない登板が続いたが、4月18日の日本ハム戦では6回2失点でシーズン初勝利。6月14日の中日ドラゴンズ戦ではシーズン初の完封勝利を挙げた。ただ、春先のみならず、この年は打線の援護に恵まれない登板が多く、好投しながらも勝敗が付かなかったり敗戦投手となったりする試合が目立ち、8月には2試合連続でスコア0-1での敗戦投手を記録。28試合の先発登板で防御率2.91ながら、10勝11敗で自身初の負け越しとなったが、リーグトップの215奪三振で最多奪三振のタイトルを2年連続で獲得した。シーズン終了後には第1回プレミア12（詳細後述）に出場。オフの契約更改交渉では、3000万円増となる推定年俸1億5000万円でサインした。
2016年、2リーグ制以降ではNPB史上初となる新人から4年連続開幕投手を務め、ソフトバンクとの開幕戦に先発し、7回11奪三振3失点でシーズン初勝利を挙げた。その後も8回12奪三振2失点→8回11奪三振2失点で開幕3連勝。続く4月15日のソフトバンク戦で7回8奪三振3失点（自責点2）ながらも敗戦投手となり、5月18日のオリックス戦では自己ワーストの14安打10失点を喫した。ただ、5月31日の阪神タイガース戦で9回3安打2四球10奪三振1失点と好投し、シーズン初完投で勝利投手となって以降は復調。7月3日終了時点で15試合に先発登板し、8勝4敗・防御率2.38を記録すると、翌4日に監督推薦で自身2年ぶり2度目となるオールスターに選出され、球宴第1戦に3番手として登板した。8月13日の日本ハム戦で8回149球2失点と力投しながらも、打線の援護がなく敗戦投手となって以降は5回6失点（自責点5）→7回6失点（自責点3）→7回6失点と3試合連続で6失点を喫した。本人は「疲れがたまっていたというのが一番」と話し、9月24日の日本ハム戦で自身5連敗。ただ、シーズン最終登板となった10月2日のソフトバンク戦では6回無失点に抑え、8月6日の西武戦以来となる白星を挙げた。この年は28試合の先発登板で11勝11敗・防御率2.91、リーグトップの216奪三振を記録し、最多奪三振のタイトルを3年連続で獲得。オフに球団と3年契約を締結し、5000万円増となる推定年俸2億円でサインした。
2017年は開幕前に第4回WBC（詳細後述）に出場。その影響を考慮され、開幕4試合目（本拠地開幕戦）のソフトバンク戦でシーズン初登板初先発となり、6回1失点でシーズン初勝利を挙げた。4月19日の西武戦では勝敗こそ付かなかったものの、8回10奪三振4失点の力投。続く同26日のロッテ戦では7回10奪三振1失点で勝利投手となって以降は毎登板で2桁奪三振・勝利投手を記録。6月8日のDeNA戦でも9回12奪三振2失点の完投勝利で自身7連勝を記録すると共に8試合連続2桁奪三振のNPB記録を樹立した。続く同15日の東京ヤクルトスワローズ戦では7回8奪三振6失点（自責点4）で敗戦投手となり、記録が途絶えたものの、6月28日終了時点で12試合に先発登板し、8勝2敗・防御率3.10を記録すると、翌29日に選手間投票で2年連続3度目となるオールスターに選出され、球宴第2戦に先発した。後半戦は5完投（1完封）を記録したが、そのうち勝利投手になったのは2試合のみであり、3度の完投負けと不運が目立った。この年は短い登板間隔（中4,5日）を避けるチームの投手運用もあり、25試合の先発登板であったが、リーグトップの8完投・222奪三振を記録し、最多奪三振のタイトルを4年連続で獲得。また、キャリアハイの防御率2.57、15勝7敗で貯金8とエースとしてチームを牽引し、4年ぶりにポストシーズンへ進出。ただ、CSでは西武とのファーストステージ第1戦で4回7失点、ソフトバンクとのファイナルステージ第3戦で7回5失点と不本意な投球であった。オフに5000万円増となる推定年俸2億5000万円で契約を更改した。
2018年は2年ぶり5度目となる開幕投手に指名され、ロッテとの開幕戦に先発。自己最多の150球を投じ、7回1失点に抑えながらも勝敗は付かなかったが、続く4月6日のソフトバンク戦でも8回133球2失点と力投し、シーズン初勝利を挙げた。5月12日のオリックス戦では8回途中に過呼吸を発症し、一度ベンチ裏に下がりながらも続投。9回1安打1死球9奪三振無失点、107球で投げきってシーズン初の完封勝利を挙げた。ただ、5月下旬から6月にかけては2度の完投負けを含む自身5連敗。7月5日のソフトバンク戦では6回4失点（自責点3）で勝利投手となったが、翌6日にコンディション不良により出場選手登録を抹消された。7月16日のロッテ戦で復帰するも、シーズン終盤はぜん息のような症状が続き、6年連続2桁勝利が懸かっていたレギュラーシーズン最終戦では、先発を回避してリリーフ待機。2点リードの5回裏から登板し、3回を完全投球の好リリーフでシーズン10勝目を挙げた。この年は体調不良に苦しみながらも、27試合（26先発）の登板で10勝11敗・防御率3.69、リーグトップの187奪三振を記録し、最多奪三振のタイトルを5年連続で獲得。オフに現状維持となる推定年俸2億5000万円で契約を更改した。
2019年は2月23日に首を寝違え、オープン戦の登板予定を回避すると、仙台に戻って検査を受けた。その後、肩や肘も含めて東京都内で精密検査を受けたところ、右肘の慢性的な損傷が判明し、手術を決断。プロ入り後の6シーズン中、4シーズンでリーグ最多投球数を記録しており、石井一久GMは「慢性的なものだけど、ここで（手術を）やっておいた方がいいんじゃないかという判断になった。突発的なけがというよりは、投手としてメンテナンスの時期に入ったということだと思う」と説明した。3月11日に右肘関節鏡視下クリーニング手術を受け、全治4か月の見込みであることが翌12日に球団から発表された。6月20日のイースタン・リーグ公式戦で実戦復帰を果たし、3試合の二軍戦登板を経て、7月9日のオリックス戦でシーズン初登板初先発。6回無失点でシーズン初勝利を挙げ、その後はシーズン終了まで先発ローテーションを守った。この年は手術の影響でプロ入り後初めて規定投球回に到達できず、12試合の先発登板で5勝5敗・防御率2.78という成績であった。ポストシーズンでは、ソフトバンクとのCSファーストステージ第1戦に先発し、6回3失点で勝利投手となった。なお、この年は3年契約の最終年となっていたが、3月に球団と新たに7年契約を結び直していたことが判明。また、故障者特例の日数加算により、国内FA権を取得していたが、オフに権利行使での残留を表明した。
2020年は2年ぶり6度目の開幕投手に指名されていたが、新型コロナウイルスの影響で120試合制の短縮シーズンとなり、開幕も6月19日に延期。開幕前の練習試合では投球フォームに試行錯誤しながら、無走者時でもセットポジションから投球するスタイルでシーズンイン。オリックスとの開幕戦に先発し、7回1失点でシーズン初勝利を挙げた。その後は先発ローテーションを守っていたが、9月4日のオリックス戦では3回裏の攻撃中にベンチ前でキャッチボールを行いながらも、4回表のマウンドには2番手で近藤弘樹が登板。球団広報は緊急降板の理由を「3回裏終了後にベンチ裏で転倒。右手を切ったため交代しました」と発表し、翌5日には出場選手登録を抹消された。9月29日のソフトバンク戦で一軍復帰を果たすも、4回1/3を5失点（自責点3）で敗戦投手。復帰後はシーズン終了まで先発ローテーションを回ったが、自身4連敗でシーズンを終えた。この年も規定投球回には到達できず、18試合の先発登板で5勝7敗・防御率3.96という成績にとどまった。
2021年、前年はシーズンを通して無走者時でもセットポジションから投球するスタイルであったが、この年は無走者時のワインドアップを解禁。開幕5試合目のロッテ戦でシーズン初登板初先発となり、6回1/3を1失点でシーズン初勝利を挙げた。その後は先発ローテーションを守り、6月25日のソフトバンク戦では9回5安打無四球10奪三振1失点と快投し、3年ぶりの完投勝利。前半戦終了時点で14試合に先発登板し、7勝4敗・防御率3.45を記録すると、監督推薦で自身4度目となるオールスターに選出され、球宴第2戦に4番手として登板した。東京オリンピックによる中断期間を経て、後半戦は先発予定試合が2回連続で中止となるハプニングがあったが、8月26日のオリックス戦で後半戦初先発。9月9日の日本ハム戦では9回3安打1四球11奪三振無失点と快投し、3年ぶりの完封勝利を挙げた。この年はシーズンを通して先発ローテーションを守り、3年ぶりに規定投球回に到達。23試合の先発登板で11勝5敗・防御率3.17、奪三振率は9.46とキャリア平均を上回り、エース復活を強く印象付けたシーズンとなった。ポストシーズンでは、ロッテとのCSファーストステージ第1戦に先発したが、4回3失点で勝敗は付かなかった。
2022年は2年ぶり7度目となる開幕投手に指名され、ロッテとの開幕戦に先発。5回1/3を3失点で敗戦投手となると、続く先発予定試合の前日（3月31日）に実施したPCR検査にて、無症状ながら新型コロナウイルス陽性が判明し、翌4月1日に特例2022で出場選手登録を抹消された。4月21日の二軍戦で実戦復帰し、5月1日のソフトバンク戦で一軍復帰登板となり、5回1失点でシーズン初勝利。その後は先発ローテーションを守り、7月12日終了時点で11試合に先発登板し、6勝3敗・防御率2.99を記録すると、翌13日に2年連続5度目となるオールスターに選出され、球宴第1戦に3番手として登板した。ただ、レギュラーシーズンでは7月に入ってから自身5連敗。8月16日の日本ハム戦では7回1失点と力投し、勝利投手となったものの、その後は再び不本意な投球が続き、同31日に出場選手登録を抹消された。再調整を経て、9月12日のオリックス戦に先発して以降は、この試合を含めて3先発で計21回5失点と好投し、自身3連勝でシーズンを終えた。この年は規定投球回には到達できず、21試合の先発登板で10勝8敗・防御率3.53。奪三振率は7.49と前年比で2ポイント近く数字を落とした。
2023年は開幕4試合目（本拠地開幕戦）の西武戦でシーズン初登板初先発となり、6回2失点に抑えるも、打線の援護がなくシーズン初黒星。この試合を含め、開幕から4先発・25回1/3を投げて防御率2.13と奮闘しながらも、援護点0と不運が続いたが、5月11日のオリックス戦では6回までに7点の援護を貰い、7回3失点でシーズン初勝利を挙げた。6月6日の阪神戦から8月6日のロッテ戦にかけては自身5連勝を記録。この年はシーズンを通して先発ローテーションを守り、2年ぶりに規定投球回に到達。24試合の先発登板で8勝8敗・防御率2.61を記録した一方、3年ぶりに完投0に終わり、奪三振率6.45はキャリアワーストであった。オフに、この年チーム3位の57試合に登板した安樂智大のパワーハラスメント問題が発覚し、安樂は自由契約。また、長年チームの絶対的守護神を務めていた松井裕樹が海外FA権を行使し、サンディエゴ・パドレスに移籍した。これらのチーム事情から、12月5日に投手キャプテンへの就任が球団から発表され、同日の契約更改交渉後の記者会見では翌年のクローザー転向を表明。大胆な配置転換を決断した今江敏晃新監督は「クローザーとして1イニング思い切って腕を振るということをすることによって、また彼の良さが出るんじゃないかな」と話した。
2024年は守護神として開幕を一軍で迎え、4月14日にNPB感染症特例で出場選手登録を抹消されたものの、同23日に一軍復帰。開幕から14試合連続無失点を記録するなど、7月7日終了時点では28試合に登板して1勝0敗3ホールド・防御率1.98、セーブ失敗は1度のみでリーグ2位の18セーブと好成績を収め、翌8日に監督推薦で2年ぶり6度目となるオールスターに選出。球宴第1戦に5番手として登板し、10日間ほど練習したというナックルも投じた。ただ、レギュラーシーズンでは7月以降、セーブ機会ではない場面での失点が目立ち、CSを争うロッテとの直接対決となった9月30日の試合でも同点の9回表から登板し、二死一・二塁から佐藤都志也に決勝の適時打を打たれて敗戦投手となった。この年はリーグ最多の54試合に登板して3勝4敗4ホールド32セーブ・防御率3.46、リーグトップのセーブ成功率91.4%を記録し、最多セーブのタイトルを獲得した。10月21日に東京都内の病院で右足三角骨障害に対する三角骨摘出術を受けたことが翌22日に球団から発表された。

## 代表経歴

### 日米野球2014
2014年10月9日に日米野球2014の日本代表に選出されたことが発表された。先発した第3戦で5回を無安打無失点の快投を見せ、その後も西勇輝、牧田和久、西野勇士が無安打無失点を続け日米野球史上初の継投ノーヒットノーランを達成した。

### 第1回プレミア12
2015年10月9日、第1回プレミア12の最終ロースター28名に選出されたことが発表された。11月8日、韓国との開幕戦において、二番手でリリーフ登板し、自身最速の157km/hを計測した。同月19日の韓国との準決勝では1回0/3、4失点で敗戦投手となった。

### 第4回WBC
2017年1月24日、第4回WBCの日本代表に選出されたことが発表された。先発・リリーフを両方担う“ジョーカー”として期待されたが、本大会では2試合のリリーフ登板で防御率9.82と振るわなかった。

## 選手としての特徴
| 球種           | 配分 % | 平均球速 km/h |
| -------------- | ------ | ------------- |
| フォーシーム   | 44     | 149           |
| スライダー     | 21     | 134           |
| チェンジアップ | 16     | 131           |
| スプリット     | 14     | 139           |
| カーブ         | 04     | 119           |

投球フォームは、リリース時に顔を上に反らす独特のスリークォーター。
持ち球は最速158km/hのストレート、スライダー、フォーク、カーブ、チェンジアップ。気迫を前面に押し出す投球スタイルである。
ストレートは、球団側のデータでは平均2300rpm台後半・最高2500rpm超と回転数が多い。
スライダーは、本人が最も自信を持つ球種である。非常に柔らかい手首の角度や使い方を変えることで、7種類の変化を投げ分ける。
フォークは、後に本人が「斎藤隆さんにフォークボールを難しさも合わせて教えていただいてからこそ、今の僕があると思います」と話したように、プロ1年目（2013年）に斎藤隆の教えを受けて習得に励み、同年のレギュラーシーズン最終登板で自信を深めた。2015年シーズンでは490球を投じて空振り率28.6%を記録している。
決して上背がある訳ではないものの、ストレート・スライダー・フォークと質の高い3球種を決め球に三振を奪う。2017年シーズンに8試合連続2桁奪三振のNPB記録を樹立した際も、同期間で奪った三振90個のうち、86個がこの3球種を決め球に奪ったものであった。

## 人物
愛称は「ノリ」。憧れの投手として、自身と同じ14番の背番号を背負った津田恒実を挙げている。球団公式HPのプロフィールにて「座右の銘・大切にしている言葉」にも、津田が現役時代に大事にしていた言葉と同じ「弱気は最大の敵」を挙げている。
利き腕は右だが元々左利きであり、箸は左で使っている。
2013年12月24日に、高校時代の1年後輩で、同校野球部のマネージャーを務めていた女性との結婚を発表したが、2020年頃に離婚した。

## 詳細情報

### 年度別投手成績
| 年 度      | 球 団      | 登 板 | 先 発 | 完 投 | 完 封 | 無 四 球 | 勝 利 | 敗 戦 | セ 丨 ブ | ホ 丨 ル ド | 勝 率 | 打 者 | 投 球 回 | 被 安 打 | 被 本 塁 打 | 与 四 球 | 敬 遠 | 与 死 球 | 奪 三 振 | 暴 投 | ボ 丨 ク | 失 点 | 自 責 点 | 防 御 率 | W H I P |
| ---------- | ---------- | ----- | ----- | ----- | ----- | -------- | ----- | ----- | -------- | ----------- | ----- | ----- | -------- | -------- | ----------- | -------- | ----- | -------- | -------- | ----- | -------- | ----- | -------- | -------- | ------- |
| 2013       | 楽天       | 27    | 25    | 3     | 0     | 0        | 15    | 8     | 0        | 0           | .652  | 695   | 170.0    | 142      | 14          | 51       | 1     | 6        | 134      | 4     | 0        | 65    | 63       | 3.34     | 1.14    |
| 2014       | 楽天       | 30    | 28    | 9     | 7     | 5        | 14    | 10    | 0        | 0           | .583  | 821   | 202.2    | 187      | 14          | 39       | 3     | 6        | 204      | 1     | 0        | 73    | 68       | 3.02     | 1.12    |
| 2015       | 楽天       | 28    | 28    | 3     | 1     | 0        | 10    | 11    | 0        | 0           | .476  | 797   | 194.2    | 176      | 14          | 48       | 0     | 4        | 215      | 6     | 1        | 68    | 63       | 2.91     | 1.15    |
| 2016       | 楽天       | 28    | 28    | 2     | 0     | 1        | 11    | 11    | 0        | 0           | .500  | 820   | 195.0    | 192      | 12          | 50       | 0     | 6        | 216      | 5     | 0        | 87    | 63       | 2.91     | 1.24    |
| 2017       | 楽天       | 25    | 25    | 8     | 2     | 0        | 15    | 7     | 0        | 0           | .682  | 750   | 185.2    | 148      | 11          | 48       | 1     | 3        | 222      | 12    | 0        | 63    | 53       | 2.57     | 1.06    |
| 2018       | 楽天       | 27    | 26    | 4     | 1     | 0        | 10    | 11    | 0        | 0           | .476  | 759   | 180.1    | 171      | 18          | 51       | 1     | 3        | 187      | 5     | 0        | 78    | 74       | 3.69     | 1.23    |
| 2019       | 楽天       | 12    | 12    | 0     | 0     | 0        | 5     | 5     | 0        | 0           | .500  | 269   | 68.0     | 58       | 7           | 10       | 0     | 3        | 67       | 1     | 1        | 27    | 21       | 2.78     | 1.00    |
| 2020       | 楽天       | 18    | 18    | 0     | 0     | 0        | 5     | 7     | 0        | 0           | .417  | 475   | 109.0    | 110      | 13          | 34       | 0     | 5        | 105      | 3     | 0        | 56    | 48       | 3.96     | 1.32    |
| 2021       | 楽天       | 23    | 23    | 2     | 1     | 1        | 11    | 5     | 0        | 0           | .688  | 584   | 144.2    | 123      | 18          | 35       | 0     | 3        | 152      | 3     | 0        | 56    | 51       | 3.17     | 1.09    |
| 2022       | 楽天       | 21    | 21    | 1     | 0     | 0        | 10    | 8     | 0        | 0           | .556  | 536   | 125.0    | 127      | 9           | 38       | 0     | 4        | 104      | 3     | 0        | 54    | 49       | 3.53     | 1.32    |
| 2023       | 楽天       | 24    | 24    | 0     | 0     | 0        | 8     | 8     | 0        | 0           | .500  | 636   | 155.0    | 134      | 7           | 44       | 0     | 1        | 111      | 5     | 0        | 57    | 45       | 2.61     | 1.15    |
| 2024       | 楽天       | 54    | 0     | 0     | 0     | 0        | 3     | 4     | 32       | 4           | .429  | 223   | 52.0     | 57       | 2           | 11       | 3     | 3        | 44       | 2     | 0        | 21    | 20       | 3.46     | 1.31    |
| 通算：12年 | 通算：12年 | 317   | 258   | 32    | 12    | 7        | 117   | 95    | 32       | 4           | .552  | 7365  | 1782.0   | 1625     | 139         | 459      | 10    | 47       | 1761     | 50    | 2        | 705   | 618      | 3.12     | 1.17    |

- 2024年度シーズン終了時
- 各年度の太字はリーグ最高

### 年度別投手（先発）成績所属リーグ内順位
| 年 度 | 年 齢 | リ ｜ グ   | 完 投 | 完 封 | 勝 利 | 勝 率 | 投 球 回 | 奪 三 振 | 防 御 率 | セ ｜ ブ | ホ ｜ ル ド |
| ----- | ----- | ---------- | ----- | ----- | ----- | ----- | -------- | -------- | -------- | -------- | ----------- |
| 2013  | 23    | パ・リーグ | 4位   | -     | 2位   | 2位   | 7位      | 6位      | 5位      | -        | -           |
| 2014  | 24    | パ・リーグ | 1位   | 1位   | 2位   | 3位   | 1位      | 1位      | 4位      | -        | -           |
| 2015  | 25    | パ・リーグ | 3位   | 5位   | 7位   | -     | 1位      | 1位      | 3位      | -        | -           |
| 2016  | 26    | パ・リーグ | 5位   | -     | 6位   | -     | 1位      | 1位      | 4位      | -        | -           |
| 2017  | 27    | パ・リーグ | 1位   | 2位   | 3位   | 4位   | 2位      | 1位      | 2位      | -        | -           |
| 2018  | 28    | パ・リーグ | 2位   | 4位   | 9位   | 5位   | 1位      | 1位      | 6位      | -        | -           |
| 2019  | 29    | パ・リーグ | -     | -     | -     | -     | -        | -        | -        | -        | -           |
| 2020  | 30    | パ・リーグ | -     | -     | -     | -     | -        | 6位      | -        | -        | -           |
| 2021  | 31    | パ・リーグ | 4位   | 3位   | 4位   | 4位   | -        | 2位      | 6位      | -        | -           |
| 2022  | 32    | パ・リーグ | -     | -     | 10位  | -     | -        | -        | -        | -        | -           |
| 2023  | 33    | パ・リーグ | -     | -     | -     | 6位   | 5位      | -        | 5位      | -        | -           |
| 2024  | 34    | パ・リーグ | -     | -     | -     | -     | -        | -        | -        | 1位      | -           |

- -は10位未満
- 太字は規定投球回到達年度

### WBSCプレミア12での投手成績
| 年 度 | 代 表 | 登 板 | 先 発 | 勝 利 | 敗 戦 | セ ｜ ブ | 打 者 | 投 球 回 | 被 安 打 | 被 本 塁 打 | 与 四 球 | 敬 遠 | 与 死 球 | 奪 三 振 | 暴 投 | ボ ｜ ク | 失 点 | 自 責 点 | 防 御 率 |
| ----- | ----- | ----- | ----- | ----- | ----- | -------- | ----- | -------- | -------- | ----------- | -------- | ----- | -------- | -------- | ----- | -------- | ----- | -------- | -------- |
| 2015  | 日本  | 4     | 0     | 1     | 1     | 0        | 43    | 13.0     | 7        | 0           | 1        | 0     | 1        | 8        | 0     | 0        | 4     | 4        | 6.00     |

### WBCでの投手成績
| 年 度 | 代 表 | 登 板 | 先 発 | 勝 利 | 敗 戦 | セ ｜ ブ | 打 者 | 投 球 回 | 被 安 打 | 被 本 塁 打 | 与 四 球 | 敬 遠 | 与 死 球 | 奪 三 振 | 暴 投 | ボ ｜ ク | 失 点 | 自 責 点 | 防 御 率 |
| ----- | ----- | ----- | ----- | ----- | ----- | -------- | ----- | -------- | -------- | ----------- | -------- | ----- | -------- | -------- | ----- | -------- | ----- | -------- | -------- |
| 2017  | 日本  | 2     | 0     | 0     | 0     | 0        | 18    | 3.2      | 7        | 1           | 1        | 0     | 1        | 3        | 0     | 0        | 4     | 4        | 9.82     |

### 年度別守備成績
| 年 度 | 球 団 | 投手  | 投手  | 投手  | 投手  | 投手  | 投手     |
| 年 度 | 球 団 | 試 合 | 刺 殺 | 補 殺 | 失 策 | 併 殺 | 守 備 率 |
| ----- | ----- | ----- | ----- | ----- | ----- | ----- | -------- |
| 2013  | 楽天  | 27    | 5     | 20    | 0     | 0     | 1.000    |
| 2014  | 楽天  | 30    | 7     | 27    | 0     | 2     | 1.000    |
| 2015  | 楽天  | 28    | 6     | 23    | 1     | 1     | .967     |
| 2016  | 楽天  | 27    | 13    | 29    | 2     | 2     | .955     |
| 2017  | 楽天  | 25    | 9     | 29    | 1     | 0     | .974     |
| 2018  | 楽天  | 27    | 9     | 34    | 1     | 1     | .977     |
| 2019  | 楽天  | 12    | 1     | 10    | 1     | 2     | .917     |
| 2020  | 楽天  | 18    | 5     | 16    | 1     | 0     | .955     |
| 2021  | 楽天  | 23    | 9     | 16    | 0     | 3     | 1.000    |
| 2022  | 楽天  | 21    | 5     | 24    | 1     | 0     | .967     |
| 2023  | 楽天  | 24    | 5     | 27    | 1     | 1     | .970     |
| 2024  | 楽天  | 54    | 1     | 14    | 1     | 0     | .938     |
| 通算  | 通算  | 317   | 75    | 270   | 10    | 12    | .972     |

- 2024年度シーズン終了時
- 各年度の太字はリーグ最高

### タイトル
- 最多奪三振：5回（2014年 - 2018年）※2014年は平成生まれ初の獲得、5年連続での獲得は史上3人目[249]。5回獲得は鈴木啓示に次いでパ・リーグ歴代2位
- 最多セーブ投手：1回（2024年）

### 表彰
- 新人王（2013年）
- 月間MVP：2回（投手部門：2014年6月、2017年5月）
- セ・パ交流戦 日本生命賞：1回（2014年）
- 「ジョージア魂」賞：2回（2013年度第7回、2014年度第1回）
- ゴールデン・ルーキー賞（2013年）
- 報知プロスポーツ大賞フレッシュ賞（2013年）
- 滋賀県民スポーツ大賞特別賞（2013年）
- コミッショナー特別表彰：1回（特別賞：2017年）※8試合連続2桁奪三振のプロ野球新記録

### 記録
初記録
投手記録
- 初登板・初先発登板：2013年3月29日、対福岡ソフトバンクホークス1回戦（福岡 ヤフオク!ドーム）、6回1/3を4失点で敗戦投手[18]
- 初奪三振：同上、2回裏にブライアン・ラヘアから空振り三振[250]
- 初勝利・初先発勝利：2013年4月5日、対千葉ロッテマリーンズ1回戦（日本製紙クリネックススタジアム宮城）、6回2失点[19]
- 初完投：2013年4月19日、対千葉ロッテマリーンズ4回戦（QVCマリンフィールド）、8回3失点で敗戦投手[21]
- 初完投勝利：2014年3月28日、対埼玉西武ライオンズ1回戦（西武ドーム）、9回1失点10奪三振[47]
- 初完封勝利：2014年4月18日、対北海道日本ハムファイターズ4回戦（楽天Koboスタジアム宮城）、9回8奪三振[49]
- 初ホールド：2024年3月31日、対埼玉西武ライオンズ3回戦（楽天モバイルパーク宮城）9回表に4番手で救援登板、1回無失点[251]
- 初セーブ：2024年4月2日、対北海道日本ハムファイターズ1回戦（エスコンフィールドHOKKAIDO）、9回裏に5番手で救援登板・完了、1回無失点[252]

打撃記録
- 初打席：2013年5月18日、対中日ドラゴンズ2回戦（ナゴヤドーム）、3回表にブラッドリー・バーゲセンから四球[253]

節目の記録
- 1000奪三振：2018年4月6日、対福岡ソフトバンクホークス1回戦（楽天生命パーク宮城）、3回表に内川聖一から空振り三振 ※史上147人目[250]
- 1000投球回：2018年5月19日、対北海道日本ハムファイターズ7回戦（札幌ドーム）、4回一死目に石井一成から空振り三振 ※史上349人目[254]
- 1500奪三振：2021年10月27日、対千葉ロッテマリーンズ25回戦（楽天生命パーク宮城）、2回表に岡大海から見逃し三振 ※史上58人目、1448回2/3での達成はNPB歴代4位、右投手では史上最速[255]
- 1500投球回：2022年6月12日、対読売ジャイアンツ3回戦（楽天生命パーク宮城）、7回表一死目にグレゴリー・ポランコから遊ゴロ ※史上182人目[256]
- 100勝：同上、7回2失点 ※史上141人目[256]

その他の記録
- クライマックスシリーズ新人2桁奪三振：2013年10月18日、対千葉ロッテマリーンズ（ファイナルステージ第2戦・クリネックススタジアム宮城）、9回11奪三振 ※史上2人目、パ・リーグのCS [注 27]では史上初
- 日本シリーズ新人先発：2013年10月26日、対読売ジャイアンツ第1戦（Kスタ宮城） ※史上18人目、23度目
- 日本シリーズ新人初登板初先発：同上 ※史上13人目
- 日本シリーズ新人第1戦先発：同上 ※史上2人目
- 日本シリーズ新人2桁奪三振：同上、10奪三振 ※史上2人目
- セ・パ交流戦1シーズン完封勝利：4、2014年
- 準完全試合：2014年8月15日、対千葉ロッテマリーンズ戦（QVCマリンフィールド）、1安打無四球
- 出場野手全員から奪三振：2014年9月19日、対北海道日本ハムファイターズ戦（楽天Koboスタジアム宮城） ※史上16人目
- シーズン通算7完封勝利：2014年 ※球団記録
- 新人から6年連続2桁勝利：2013年 - 2018年
- 8試合連続2桁奪三振：2017年4月19日 - 2017年6月8日 ※NPB記録

| 登板日  | 登板 | 対戦チーム | 投球回 | 奪三振 |
| ------- | ---- | ---------- | ------ | ------ |
| 4月19日 | 先発 | 西武       | 8      | 10     |
| 4月26日 | 先発 | ロッテ     | 7      | 10     |
| 5月3日  | 先発 | オリックス | 8 0/3  | 12     |
| 5月10日 | 完封 | ロッテ     | 9      | 12     |
| 5月17日 | 先発 | 日本ハム   | 7      | 12     |
| 5月25日 | 先発 | オリックス | 8      | 10     |
| 6月1日  | 先発 | 巨人       | 8      | 12     |
| 6月8日  | 完投 | DeNA       | 9      | 12     |
- 開幕投手：7回（2013年 - 2016年、2018年、2020年、2022年）
  - 2013年は新人での開幕投手。新人で開幕投手を務めたのは、ドラフト制以降では史上13人目、球団史上初[257]
  - 新人から4年連続開幕投手は、2リーグ制では史上初
- オールスターゲーム出場：6回（2014年、2016年、2017年、2021年、2022年、2024年）

### 背番号
- 14（2013年 - ）

### 登場曲
- 『虹』ゆず（2013年 - ）
- 『魂 〜ユメノミチ〜』〜Lefa〜（2015年 - ）
- 『Welcome To The Jungle』Guns N' Roses（2016年 - 2017年）
- 『The Begining』ONE OK ROCK（2018年）
- 『YES I am』ONE OK ROCK（2019年）
- 『Out Of Orbit -Triple ZERO-』T.M.Revolution（2020年 - ）

### 代表歴
- 2015 WBSCプレミア12 日本代表
- 2017 ワールド・ベースボール・クラシック日本代表

## 関連情報

### 出演

#### CM
- 住友ゴム工業「ダンロップ 冬の準備はお早めに！交通安全キャンペーン」（2016年、東北地方限定）[259]